# Florian von Brunn

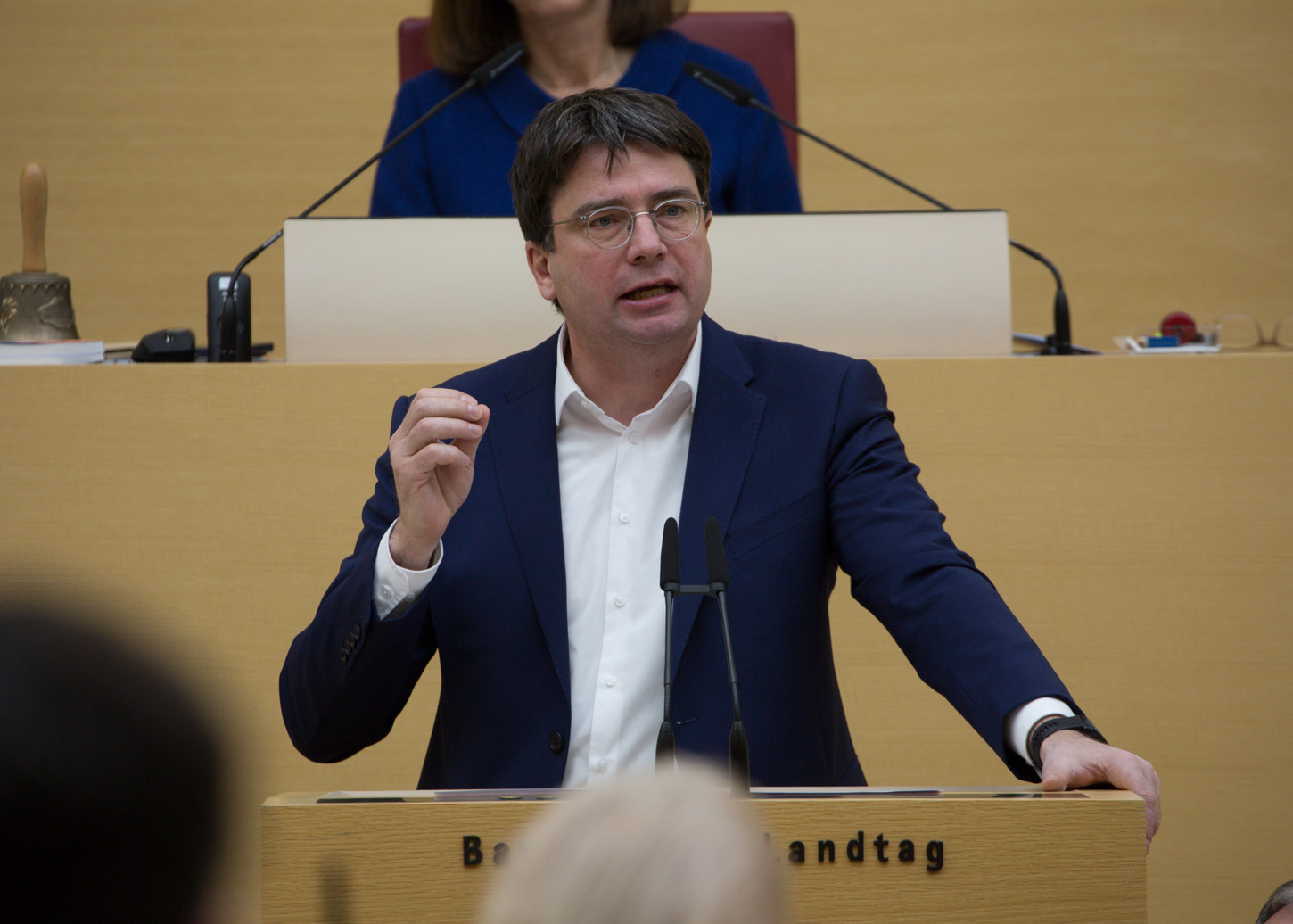
Florian von Brunn (2023)

Florian Bolko von Brunn (* 23. Januar 1969 in München) ist ein deutscher Politiker (SPD). Er ist seit Oktober 2013 Abgeordneter im Bayerischen Landtag. Von 2021 bis 2024 war er Fraktionsvorsitzender der SPD-Landtagsfraktion. Gemeinsam mit Ronja Endres war er von April 2021 bis Juli 2024 Vorsitzender der BayernSPD. Er war Spitzenkandidat seiner Partei für die Landtagswahl in Bayern 2023.

## Ausbildung und Beruf
Florian von Brunn stammt aus der großen briefadeligen Familie von Brunn, wo die Vorfahren, zunächst Mediziner, Bergräte und dann Offiziere, im Fürstentum Anhalt-Köthen 1835 nobilitiert wurden. Seine Eltern waren der Jurist Bolko von Brunn und Marlies Knopf, Tochter der Gusti Mayer und des Luftwaffen-Oberstleutnants Franz Knopf. Brunn hat zwei Geschwister. Nach dem Besuch der Grundschule des Katholischen Familienwerks Pullach bis 1979 machte er im Jahr 1989 sein Abitur am Gymnasium Icking. Danach leistete er seinen Zivildienst ab. Ab dem Jahr 1990 studierte er Philosophie und später Neuere und Neueste Geschichte mit den Nebenfächern Wirtschafts- und Sozialgeschichte und Volkswirtschaft, an den Hochschulen in München und als Visiting Student am St. Hugh’s College der University of Oxford, letzteres mit einem Stipendium des Deutschen Akademischen Auslandsdienstes. Von 1994 bis 1998 war er Stipendiat der Friedrich-Ebert-Stiftung. Er beendete sein Studium mit einem Abschluss als M.A.
Von 1997 bis 2002 war er freier Mitarbeiter der Stiftung Wissenschaft und Politik in Ebenhausen. Von 1998 bis 1999 arbeitete er freiberuflich für die Bundeszentrale für politische Bildung im Rahmen der Ausstellung 50 Jahre Grundgesetz. Zudem arbeitete er für den Bundestagsabgeordneten Klaus Barthel von 1998 bis 2006 als wissenschaftlicher Mitarbeiter. Von 2000 bis 2013 war Florian von Brunn als selbstständiger IT-Berater tätig und ehrenamtlicher Dozent für das Bayerische Seminar für Politik e. V.
Von 2005 bis 2008 amtierte Florian von Brunn als ehrenamtlicher Vorstand einer Elterninitiative (Kinderkrippe und Kindergarten) in München-Sendling.

## Politik
Seit 1990 ist Florian von Brunn Mitglied der SPD. Bei der Landtagswahl in Bayern 2013 errang er ein Mandat und ist seitdem Abgeordneter im Bayerischen Landtag. Bei den Landtagswahlen in Bayern 2018 und 2023 gewann er erneut ein Mandat. Am 24. April 2021 wurde er gemeinsam mit Ronja Endres zum Vorsitzenden der BayernSPD gewählt, am 19. Mai 2021 zum Fraktionsvorsitzenden der BayernSPD-Landtagsfraktion gewählt.
Seine politischen Fachgebiete sind Wirtschaftspolitik und Digitalpolitik zudem Umwelt- und Verkehrspolitik sowie Verbraucherschutz in enger Verzahnung mit Sozial- und Arbeitsmarktpolitik. Im Bayerischen Landtag ist er seit der 19. Legislaturperiode ab Herbst 2023 Mitglied im Ausschuss für Wirtschaft, Landesentwicklung, Energie, Medien und Digitalisierung. Zudem ist Florian von Brunn seit dem Herbst 2023 Fachsprecher der SPD-Landtagsfraktion für Energie und Digitales sowie für Alpenpolitik. Von 2013 bis 2023 war Florian von Brunn Mitglied im Ausschuss für Umwelt und Verbraucherschutz und Sprecher der SPD-Landtagsfraktion für Umwelt und Verbraucherschutz.
Im Rahmen des Untersuchungsausschusses zu dem „Bayern-Ei-Skandal“ bemühte er sich um die vollständige Aufklärung und Veröffentlichung der Missstände. Für mehr Rechte und einen besseren Schutz für Verbraucher sowie der Umwelt setzte er sich auch im Zusammenhang mit der Trinkwasserverunreinigung in Bayern durch Per- und polyfluorierte Chemikalien (PFC) ein. Weiterhin kämpft er für einen dritten Nationalpark in Bayern und gegen die dritte Startbahn am Flughafen München.
Außerdem ist für ihn der Schutz der Alpen für künftige Generationen ein wichtiges Thema. So setzte er sich mit einer Kampagne gegen einen Ausbau des Skigebiets am Riedberger Horn im Allgäu ein und trug zu dessen Verhinderung bei. Er positioniert sich für eine Verkehrswende in den Alpen zum Schutz von Anwohnern und Natur. Dazu nahm er vor Ort an mehreren Demonstrationen teil und organisierte Informationsveranstaltungen.
Bei der Mitgliederbefragung zur Wahl des Landesvorsitzenden der BayernSPD im Frühjahr 2017, die zugunsten von Natascha Kohnen entschieden wurde, war er der Kandidat mit der zweithöchsten Stimmenzahl.
Von Dezember 2021 bis Juni 2025 war er als Beisitzer Teil des SPD-Parteivorstands. Am 22. Oktober 2022 wurde er mit 93 Prozent der Stimmen auf einem Landesparteitag in München zum Spitzenkandidaten der BayernSPD für die Landtagswahl in Bayern 2023 gewählt. Im Juli 2024 wurde ihm von der Landtagsfraktion das Vertrauen entzogen, worauf er ankündigte, bei der Neuwahl zum Fraktionsvorsitz nicht mehr anzutreten und als SPD-Landesvorsitzender zurückzutreten. Im Amt des Fraktionsvorsitzenden folgte ihm am 16. Juli 2024 Holger Grießhammer nach.

## Mitgliedschaften
Florian von Brunn ist Mitglied folgender Organisationen: NaturFreunde, Bund Naturschutz, Deutscher Alpenverein, ADFC, Fahrgastverband Pro Bahn e. V., Landesbund für Vogelschutz, Mountain Wilderness e. V., Gewerkschaft ver.di, Arbeiterwohlfahrt, Maibaumverein Untergiesing, Perlacher Forstverein, Green City e. V.

## Die Familie von Brunn im Nationalsozialismus
Florian von Brunns Ur-Großtante war die Widerstandskämpferin gegen den Nationalsozialismus und SPD-Politikerin Toni Pfülf.
Sein Urgroßvater Joachim von Brunn (* 30. Juli 1909 in Schweidnitz; † 7. Oktober 1987) diente von 1938 bis 1945 in der Wehrmacht im Generalstab und in den letzten Tagen des Zweiten Weltkriegs in der Führerreserve. Für seine Dienste erhielt unter anderem das Deutsche Kreuz in Gold.

## Privates
Von Brunn ist getrennt lebend.